# Tre och en flygel Live
Tre och en flygel Live är ett livealbum av Pernilla Andersson, utgivet i mars 2012.

## Låtlista
| Nr           | Titel                 | Längd |
| ------------ | --------------------- | ----- |
| 1.           | Tråkigt torsdag       | 5:55  |
| 2.           | Vintern blev för lång | 5:36  |
| 3.           | Som en ö              | 3:36  |
| 4.           | Gör dig till hund     | 6:03  |
| 5.           | Desperados            | 8:13  |
| 6.           | Om ingen annan        | 5:29  |
| 7.           | Dansa med dig         | 3:26  |
| 8.           | Jag och min far       | 4:42  |
| 9.           | Dekadans              | 2:14  |
| Total längd: | Total längd:          | 45:14 |